# Альберто Бланко (важкоатлет)
Альберто Бланко (ісп. Alberto Blanco, 17 лютого 1950) — кубинський важкоатлет.
Бронзовий призер Олімпійських Ігор 1980 року в категорії 100 кг, учасник 1976 року.
Переможець Панамериканських ігор 1979 року в категорії 100 кг, срібний призер 1975 року в категорії 90 кг.
Бронзовий призер Чемпіонату світу 1977 (90 кг), 1979 (100 кг), 1980 (100 кг) років.